# ۱۴۴ (فیلم ۲۰۱۵)
۱۴۴ (انگلیسی: 144) یک فیلم به کارگردانی جی. مانیکندان و تهیه‌کنندگی سی.وی. کومار است که در سال ۲۰۱۵ منتشر شد.